# امنور (حوزه ویدهان سبها)
امنور (حوزه ویدهان سبها) (به انگلیسی: Amnour (Vidhan Sabha constituency)) یک منطقهٔ مسکونی در هند است که در بیهار واقع شده‌است.